# Enrique José de Varona y Pera
Enrique José de Varona y Pera (Camagüey, Cuba, 13 d'abril, 1849 - L'Havana, 19 de novembre, 1933) va ser un escriptor, filòsof, pensador, pedagog, militar i polític cubà que va participar en la Guerra dels Deu Anys i molts anys després va ser vicepresident de Cuba.
Després d'haver fet els seus estudis al Col·legi de Sant Francesc d'Assís, va cursar filosofia i lletres, doctorant-se a la Universitat de l'Havana. Comptava escassament quinze anys quan va començar a col·laborar en algunes revistes, i tenia uns divuit quan van ser premiades dues composicions seves. Durant l'època colonial va escriure a diferents diaris de l'Havana i de Madrid, i va ser diputat a les Corts espanyoles, representant la província de Camagüey.
Durant el període revolucionari va treballar per la independència del seu país, i un cop acabades les hostilitats, va ser secretari d'Instrucció Pública i d'Hisenda en època del general Wood: el 1919 va ser elegit vicepresident de la República de Cuba. També va ser vicepresident de l'Ateneu i Cercle de l'Havana, president de la Societat de l'Antropologia de l'Illa de Cuba i va pertànyer a l'Acadèmia de la Història. Finalment va exercir a la Universitat de l'Havana la càtedra de psicologia, filosofia moral i sociologia. L'activitat de Varona es va distribuir entre la propaganda política i el cultiu de les lletres.
Coma a periodista fundà i dirigí la Revista Cubana /Havana, 1885/95), dirigí Patria, orgue del partit revolucionari cubà a Nova York, i Patria de l'Havana; formà part de la redacció de la Revista de Cuba, El Triunfo i La Lucha, i col·laborà a El Fígaro, La Discusión i altres periòdics.

## Treballs filosòfics de Varona
- Sobre la filosofía positiva de A. Poey, al Diario de la Habana (1878).
- Conferencias filosóficas_ Lógica (Havana, 1880).
- Psicología (Havana, 1888).
- Moral (Havana, 1888; 2ª. ed. 1893).
- La evolució psicológica. La Metafísica en la Universidad de la Habana (1880).
- Nociones de Lógica (Havana, 1902).
- Curso de Psicología (Havana, 1905/08).
- Conferencias sobre el fundamento de la Moral (Nova York, 1903).

L'orientació ideològica d'aquest escriptor fecund és el positivisme o empirisme anglès, la qual cosa no impedeix que de vegades aparegui combinat amb un cert fons idealista d'origen francès.

## Obres literàries
- Odas anacreónticas, traducció del poeta grec (Port-au-Prince, 1868).
- La hija pródiga, al·legoria dramàtica (Port-au-Prince, 1870).
- Poesias (Havan, 1878).
- Paisajes cubanos. Narraciones en verso, elogiades per José Joaquín Tejada y Revilla (Havan, 1879).
- Cervantes, conferencia (Havana, 1883).
- Conferencia sobre Emerson (Havana, 1884).
- Víctor Hugo, como poeta satírico, conferencia (Havana 1885).
- El poeta anónimo de Polonia, conferencia (Havana, 1887).
- Seis conferencias (Barcelona, 1886).
- Elogio del doctor Esteban Borrero Echevrría (Havana, 1907).
- Desde mi belvedere, de la col·lecció que dirigia Ventura García Calderón.
- Mirando entorno (Havana, 1910).

I d'altres de caràcter més general, històric, estètic i crític:
- El personaje bíblico; Idealismo y Naturalismo en el Arte; Ojeada sobre el movimiento intelectual en América (Havana, 1879).
- Disertación sobre el espíritu de la literatura de nuestra época (Matanzas, 1880).
- Discurso sobre la importancia social del Arte (Havana, 1883).
- Violetas y ortigas. Notas críticas. Renan, Sainte-Beuwe, Emerson. Tolstoi. Nietzsche. Castelar. Heredia, amb pròleg d'Alfonso Hernández-Catá (Madrid, 1917).
- Por Cuba, discursos, (1908). Varona també va escriure unes Observaciones sobre la gramática é historia de la lengua castellana.

## Fullets de caràcter polític
- Los cubanos en Cuba, discurs (Havana, 1889).
- Cuba contra España (Nova York, 1895), manifest del partit revolucionari cubà dirigit als pobles hispanoamericans, traduït a l'anglès (Nova York, 1895), al francès (Troyes, 1896) i a l'italià (Florència, 1896).
- Martí y su obra política, discurs (Nova York, 1896).
- El fracaso colonial de España. Periodo colonial (1896).
- El fracaso colonial de España. Periodo revolucionario (1897; 2a ed. d'ambdues conferències, Havana, 1899).
- La política cubana de los Estados Unidos, conferència (Nova York, 1897).

## De caràcter pedagògic
- Las reformas en la enseñanza superior (Havana, 1900).
- La instrucción pública en Cuba. Su pasado. Su presente (Havana, 1901).
- Discurso de apertura del curso académico de 1903 a 1904 (Havana, 1903).

També es van publicar una col·lecció dArtículos y discursos de Varona (Havana, 1891) i una altra de Estudios filosóficos y literarios (Havana, 1883).